# 1899
1899 (MDCCCXCIX) var ett normalår som började en söndag i den gregorianska kalendern och ett normalår som började en fredag i den julianska kalendern.

## Händelser

### Januari
- 1 januari – Trinidad och Tobago går samman och bildar Trinidad och Tobago.[1]
- 17 januari – USA tar Wakeöarna i Stilla havet i besittning.
- 20 januari – I Stockholm i Sverige införs frivillig fortsättningsskola med skolår 7 och skolår 8.

### Februari
- 15 februari – De amerikanska och brittiska flottorna landstiger i Samoa för att skydda nationella intressen under stridigheter om tronen.[2]
- 22 februari–5 mars – USA och Storbritannien skickar soldater till Nicaragua för att skydda sina intressen i San Juan del Norte under politiska oroligheter.[2]

### Mars
- 15 mars – USA:s soldater lämnar Kina.[2]

### Juni
- Mitten av året – En sista undsättningsexpedition, för att hitta Andrée-expeditionen, avgår från Sverige till Grönland. Man hittar inte Andrée, men gör en del geografiska upptäckter.
- 1 juni – Örebroutställningen 1899 invigdes av Prins Eugen, hertig av Närke.
- 2 juni – Det laglösa gänget Wild Bunch, med bland andra Sundance Kid och Flatnose George, rånar Union Pacifics transkontinentala expresståg i närheten av Wilcox, Wyoming. Bytet blir omkring 50 000 dollar.[3]
- 27 juni – Gemet uppfinns av Johan Vaaler från Norge.[4]

### September
- 4–7 september – Det svenska Kooperativa förbundet (KF) bildas.[5] Syftet är att konkurrera med den privata handeln och ge arbetarna billigare konsumtionsvaror.
- 6 september – White Star Lines transatlantiska oceangående fartyg RMS Oceanic ger sig ut på jungfruresa. Med sina 17 272 bruttoregisterton och 704 fot (215 meter) är hon det största skeppet på vatten, efter att SS Great Eastern har skrotats ett decennium tidigare.[6]

### Oktober
- 12 oktober – Andra boerkriget bryter ut.

### November

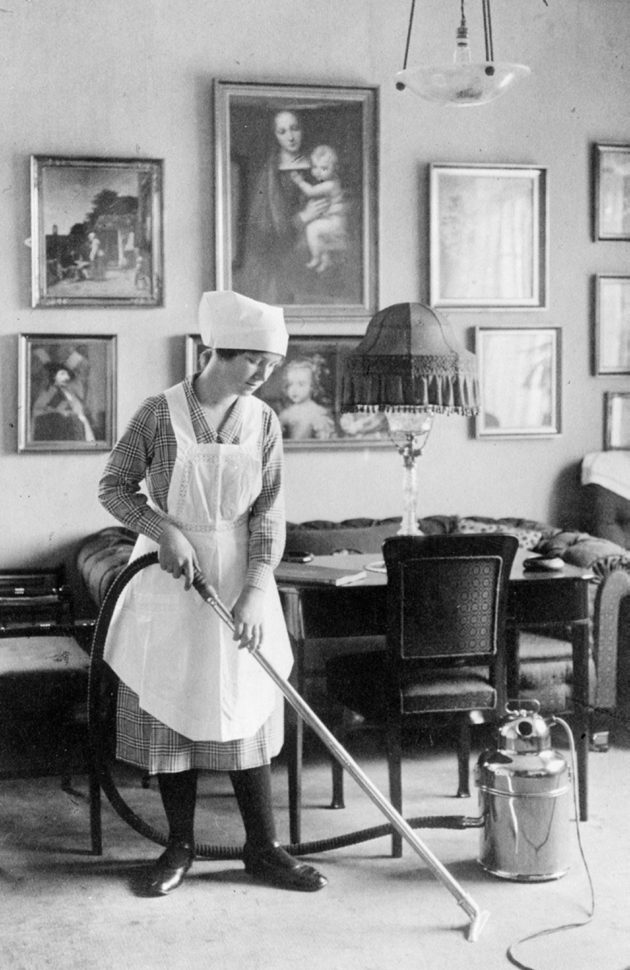
Københavns Tjenestepigeforening.

- 15 november – Københavns Tjenestepigeforening bildas i Danmark med målet att förbättra tjänsteflickornas arbetsförhållanden.[7]
- 21 november – USA:s vicepresident Garret Hobart avlider och lämnar därmed ämbetet vakant.

### December
- 11 december – Boerna vinner en seger vid Magersfontein där även den Skandinaviska kåren deltar.
- 31 december – Vid nyårsfirandet i Slottskapellet firar svenska kungligheter, ministrar, höga tjänstemän, militärer och diplomater och sjunger psalmer. Allmänheten håller till på Skansen, där Nyårsklockan läses av litteraturhistorikern Ruben G:son Bergh.[8]

### Okänt datum
- Den svenska riksdagen antar "Åkarpslagen" som strafflägger försök att tvinga någon till strejk.
- Sven Hedin påbörjar sin andra Asienexpedition.
- Efter att Sveriges statsminister Boström gett efter för norrmännens krav i unionsflaggfrågan året innan avgår utrikesminister greve Ludvig Douglas. Efterträdaren, Alfred Lagerheim, kommer att tillmötesgå norrmännens krav i unionsfrågan, vilket gör honom populär i Norge och i svenska vänsterkretsar.
- Konstnären Carl Larsson ger ut Ett hem, med akvareller från Sundborn. Den kommer att påverka svensk möbel- och inredningskonst.
- På valdagen i Sverige kritiserar Verner von Heidenstam kravet på inkomst som ett villkor för rösträtt, i en dikt. Den mest kända passagen i dikten lyder "Det är skam, det är fläck på Sveriges baner, att medborgarrätt heter pengar".
- Den svenska statliga egnahemskommittén tillsätts.
- Den första motordrivna automobilomnibussen tas i bruk i Sverige.
- Stockholmsexperimentet med grisar, som inleddes 1895, läggs ner i brist på effektivitet, eftersom grisarna dör av att äta hushållsavfall.
- Den äldsta bevarade svenska grammofoninspelningen görs i Berlin. På skivan sjunger operasångaren Oscar Bergström (med två sångerskor) Till Österland vill jag fara.
- Postorderföretaget Åhléns grundas under namnet Åhlén & Holm. Dess första försäljningsvara är ett oljetryck på den svenska kungafamiljen. Man köper in ett antal sådana, för 400 kronor samt sätter in en annons i Aftonbladet för 20 kronor. Det blir succé och redan efter ett år är försäljningen uppe i 10 000 kronor.
- Sveriges första offentliga lekplats för barn anläggs i Vasaparken på Norrmalm i Stockholm.
- För att bevara vad som anses vara ett försvinnande svenskt kulturarv grundar Lilli Zickerman Föreningen för svensk hemslöjd under prins Eugens beskydd.
- I Stuttgart, Tyskland köper ingenjör Pontus Qvarnström för 11 000 riksmark en bil av märket Daimler som säljs till svenske kronprinsen Gustaf, som dock säljer den vidare till taxameterbolaget som kört hästdroskor, och bilen blir Stockholms första taxibil.[9]
- International Council of Nurses bildas.
- Den första internationella kongressen för bekämpande av den vita slavhandeln hålls i London, där International Bureau for the Suppression of the Trafﬁc in Women and Children bildas.

## Födda

### Första kvartalet

#### Januari
- 7 januari – Francis Poulenc, fransk kompositör och pianist. (död 1963)
- 9 januari – John A. Danaher, amerikansk republikansk politiker och jurist, senator 1939–1945. (död 1990)
- 10 januari – Axel Eggebrecht, tysk journalist och manusförfattare. (död 1991)
- 17 januari – Al Capone, amerikansk gangster. (död 1947)
- 28 januari – Märta Ekström, svensk skådespelare och sångerska. (död 1952)
- 30 januari – Max Theiler, sydafrikansk forskare, Nobelpristagare i medicin 1951. (död 1972)

#### Februari
- 6 februari
  - Ramon Novarro, mexikansk-amerikansk skådespelare. (död 1968)
  - Åke Natt och Dag, svensk jurist och ämbetsman. (död 1969)
- 16 februari – Dagmar Ranmark, svensk folkskollärare och politiker. (död 1986)
- 19 februari – Lucio Fontana, italiensk konstnär. (död 1968)
- 20 februari – Hulusi Behçet, turkisk dermatolog. (död 1948)

#### Mars
- 1 mars – Erich von dem Bach-Zelewski, tysk SS-officer. (död 1972)
- 11 mars – Fredrik IX, kung av Danmark 1947–1972. (död 1972)
- 19 mars – Aksel Sandemose, dansk-norsk författare. (död 1965)
- 25 mars – Burt Munro, nyzeeländsk motorcykelkonstruktör och världsrekordförare. (död 1978)
- 29 mars
  - James Allred, amerikansk demokratisk politiker och jurist, guvernör i Texas 1935–1939. (död 1959)
  - Lavrentij Berija, sovjetisk politiker. (död 1953)

### Andra kvartalet

#### April
- 5 april – Gunnar Ossiander, svensk skådespelare. (död 1984)
- 23 april – Bertil Ohlin, svensk politiker, partiledare, professor. (död 1979)
- 27 april – Walter Lantz, amerikansk animatör, filmregissör och filmproducent. (död 1994)
- 29 april
  - Duke Ellington, amerikansk jazzmusiker och kompositör. (död 1974)
  - Yngve Sköld, svensk kompositör, skådespelare, pianist och organist. (död 1992)
  - Håkan Westergren, svensk skådespelare. (död 1981)

#### Maj
- 8 maj – Friedrich von Hayek, brittisk ekonom och politisk filosof, ekonomipristagare till Alfred Nobels minne 1974. (död 1992)
- 10 maj – Fred Astaire, amerikansk dansör och skådespelare. (död 1987)
- 15 maj – Leonard B. Jordan, amerikansk republikansk politiker, senator 1962–1973. (död 1983)
- 19 maj – Roger C. Peace, amerikansk demokratisk politiker och publicist, senator 1941. (död 1968)
- 24 maj
  - Henri Michaux, belgisk författare och målare. (död 1984)
  - Suzanne Lenglen, fransk tennisspelare. (död 1938)
- 26 maj
  - Pieter Menten, nederländsk konsthandlare och dömd krigsförbrytare. (död 1987)
  - David Erikson, svensk skådespelare. (död 1973)

#### Juni
- 4 juni – Gertrud Bodlund, svensk skådespelare och scripta. (död 1988)
- 10 juni – Anita Berber, tysk nakendansös. (död 1928)
- 12 juni – Weegee, amerikansk fotograf. (död 1968)
- 16 juni – Einar Hanson, svensk skådespelare. (död 1927)
- 20 juni – Jean Moulin, framstående fransk motståndsman under andra världskriget. (död 1943)
- 22 juni – Haddon Sundblom, amerikansk konstnär. (död 1976)
- 27 juni – Juan Trippe, amerikansk företagare och flygpionjär, ledde under många år Pan American World Airways. (död 1981)

### Tredje kvartalet

#### Juli
- 1 juli – Charles Laughton, amerikansk skådespelare. (död 1962)
- 6 juli – Susannah Mushatt Jones, världens äldsta människa. (död 2016)
- 7 juli – George Cukor, amerikansk filmregissör. (död 1983)
- 14 juli – Signe Enwall, svensk skådespelare. (död 1977)
- 17 juli – James Cagney, amerikansk skådespelare. (död 1986)
- 20 juli – Sven Sköld, svensk kompositör, arrangör, musiker (cello) och dirigent. (död 1956)
- 21 juli – Ernest Hemingway, amerikansk författare, nobelpristagare. (död 1961)
- 23 juli – Gustav Heinemann, tysk politiker, inrikesminister 1949–1950, justitieminister 1966–1969 och förbundspresident 1969–1974. (död 1976)
- 25 juli – Tove Tellback, norsk skådespelare. (död 1986)

#### Augusti
- 6 augusti – Lillebil Ibsen, norsk skådespelare. (död 1989)
- 13 augusti – Sir Alfred Hitchcock, brittisk filmregissör. (död 1980)
- 21 augusti – Per Hjern, svensk skådespelare. (död 1957)
- 24 augusti – Jorge Luis Borges, argentinsk författare. (död 1986)

#### September
- 2 september – Gunnar Skoglund, svensk skådespelare, manusförfattare och regissör. (död 1983)
- 5 september – Georg Leibbrandt, tysk nazistisk politiker. (död 1982)
- 8 september – Alice O'Fredericks, svensk-dansk skådespelare, scripta, manusförfattare och regissör. (död 1968)
- 9 september
  - C.R. Smith, amerikansk företagsledare och politiker. (död 1990)
  - Neil Hamilton, amerikansk skådespelare som medverkade som kommissarie Gordon i TV-serien Läderlappen. (död 1984)
- 11 september – Philipp Bouhler, tysk SS-officer. (död 1945)
- 14 september – Josef Meisinger, tysk SS-officer, dömd krigsförbrytare. (död 1947)
- 16 september – Edit Ernholm, svensk skådespelare. (död 1981)
- 17 september – Harris Ellsworth, amerikansk republikansk politiker, kongressledamot 1943–1957. (död 1986)
- 18 september – Helge Härneman, svensk radioreporter och revyförfattare. (död 1983)
- 20 september – Leo Strauss, judisk tysk-amerikansk politisk filosof. (död 1973)
- 23 september – Tom C. Clark, amerikansk demokratisk politiker och domare i USA:s högsta domstol 1949–1967. (död 1977)

### Fjärde kvartalet

#### Oktober
- 5 oktober
  - Georges Bidault, fransk politiker, ordförande i Frankrikes provisoriska regering 24 juni–28 november 1946. (död 1983)
  - Marcus Wallenberg, svensk företagsledare och tennisspelare. (död 1982)
- 6 oktober – Lauri Hakulinen, finländsk lingvist. (död 1985)
- 10 oktober – Wilhelm Röpke, tysk ekonom. (död 1966)
- 11 oktober – Inga Ellis, svensk skådespelare. (död 1986)
- 23 oktober – Filip Oktjabrskij, sovjetisk amiral. (död 1969)
- 30 oktober – Einar Fagstad, svensk sångare, skådespelare, kompositör och musiker (dragspel). (död 1961)
- 31 oktober – Nadezjda Mandelsjtam, rysk författare. (död 1980)

#### November
- 9 november – Winifred Westover, amerikansk skådespelare. (död 1978)
- 10 november
  - Wessel Freytag von Loringhoven, tysk militär. (död 1944)
  - Dora Söderberg, svensk skådespelare. (död 1990)
- 11 november – Hilding Rolin, svensk skådespelare. (död 1971)
- 22 november – Hoagy Carmichael, amerikansk kompositör, textförfattare, musiker och skådespelare. (död 1981)
- 29 november
  - Andrija Artuković, kroatisk Ustaša-medlem och dömd krigsförbrytare. (död 1988)
  - Emma Morano, världens äldsta levande person. (död 2017)

#### December
- 16 december – Noël Coward, brittisk pjäsförfattare, skådespelare, regissör, manusförfattare och producent. (död 1973)
- 19 december – Martin Luther King Sr., amerikansk baptistpastor. (död 1984)
- 20 december
  - Olle Ek, svensk skådespelare. (död 1977)
  - John Sparkman, amerikansk demokratisk politiker, senator 1946–1979. (död 1985)
- 25 december – Humphrey Bogart, amerikansk skådespelare. (död 1957)

## Avlidna

### Första kvartalet

#### Januari
- 1 januari – William Hugh Smith, 72, amerikansk politiker, guvernör i Alabama 1868–1870.
- 2 januari – Algernon Percy, 6:e hertig av Northumberland, 88, brittisk politiker.
- 5 januari – Albert Schultz-Lupitz, 67, tysk agronom.
- 10 januari – Albert Becker, 64, tysk kompositör.
- 13 januari – Nelson Dingley, 66, amerikansk republikansk politiker, guvernör i Maine 1874–1876.
- 16 januari – Charles Chiniquy, 89, kanadensisk präst.
- 18 januari – Carl Claus, 64, tysk zoolog.
- 20 januari – Job Adams Cooper, 55, amerikansk republikansk politiker, advokat och affärsman, guvernör i Colorado 1889–1891.
- 21 januari – Michail Annenkov, 63, rysk militär.
- 23 januari – Romualdo Pacheco, 67, amerikansk politiker, guvernör i Kalifornien 1875.
- 24 januari – Christian Friele, 77, norsk journalist.
- 25 januari – Adolphe d'Ennery, 87, fransk författare.
- 26 januari – Augustus H. Garland, 66, amerikansk politiker, USA:s justitieminister 1885–1889.
- 28 januari – James H. Slater, 72, amerikansk demokratisk politiker, senator 1879–1885.
- 29 januari
  - Robert Fruin, 75, nederländsk historiker.
  - Alfred Sisley, 59, brittisk-fransk målare inom impressionismen.

#### Februari
- 2 februari – Halfdan Egedius, 21, norsk målare och tecknare.
- 6 februari – Leo von Caprivi, 67, tysk politiker, Tysklands rikskansler 1890–1894.
- 8 februari – Florens von Bockum-Dolffs, 96, tysk politiker.
- 9 februari – Karl Müller, 80, tysk botaniker.
- 16 februari – Félix Faure, 58, fransk politiker, Frankrikes president sedan 1895.
- 17 februari – Wilhelm Gottlieb Hankel, 80, tysk fysiker.
- 18 februari – Sophus Lie, 56, norsk matematiker.
- 23 februari – Gaëtan de Rochebouët, 85, fransk militär och politiker.
- 24 februari
  - Axel Nyblæus, 77, svensk filosof.
  - Emil Welti, 73, schweizisk politiker.
- 25 februari – Paul Reuter, 82, tysk baron och grundare av nyhetsbyrån Reuters.
- 28 februari
  - György Apponyi, 90, ungersk politiker.
  - James Madison Wells, 91, amerikansk politiker, guvernör i Louisiana 1865–1867.

#### Mars
- 1 mars
  - Bedřich Havránek, 78, tjeckisk målare.
  - Philip W. McKinney, 66, amerikansk demokratisk politiker, guvernör i Virginia 1890–1894.
- 5 mars – Joseph von Egle, 80, tysk arkitekt.
- 7 mars – Johan Raattamaa, 87, tornedalfinsk predikant, född och bosatt på den svenska sidan av gränsen, laestadianernas andlige ledare.
- 11 mars – Mór Than, 70, ungersk målare.
- 14 mars – Ludwig Bamberger, 75, tysk nationalekonom och politiker.
- 16 mars – Wilhelm Sohn, 68, tysk målare.
- 18 mars – Othniel Charles Marsh, 67, amerikansk paleontolog.
- 20 mars – Franz von Hauer, 77, österrikisk geolog.
- 22 mars – Otto Myrberg, 74, svensk teolog.
- 23 mars – Gustav Heinrich Wiedemann, 72, tysk fysiker.
- 24 mars
  - Marie Goegg-Pouchoulin, 72, schweizisk kvinnorättsaktivist.
  - Christian Homann Schweigaard, 60, norsk politiker.
- 25 mars – Thomas Clement Fletcher, 72, amerikansk republikansk politiker, guvernör i Missouri 1865–1869.
- 27 mars – Myles Birket Foster, 74, brittisk tecknare och akvarellmålare.
- 29 mars – William Nylander, 77, finländsk naturforskare.
- 30 mars – August Gremli, 66, schweizisk läkare och botaniker.
- 31 mars – George Charles Wallich, 83, brittisk marinbiolog.

### Andra kvartalet

#### April
- 2 april – Johann Leonhard Raab, 74, tysk kopparstickare.
- 3 april – Theodor Decker, 60, finländsk arkitekt.
- 9 april – Stephen Johnson Field, 82, amerikansk jurist.
- 10 april – Horace Tabor, 68, amerikansk republikansk politiker och affärsman.
- 11 april – Gustaf Emanuel Beskow, 65, svensk hovpredikant, pedagog och politiker.
- 12 april – Henry Becque, 62, fransk dramatiker.
- 15 april – Karl Ludwig Kahlbaum, 70, tysk psykiater.
- 17 april – Heinrich Pfeil, 63, tysk kompositör.
- 20 april – Charles Friedel, 67, fransk mineralog och kemist.
- 21 april – Heinrich Kiepert, 80, tysk geograf och kartograf.
- 22 april
  - Frederick Smyth, 80, amerikansk republikansk politiker, guvernör i New Hampshire 1865–1867.
  - Jakob Vogel, 82, schweizisk poet.
- 25 april – Hermann Wislicenus, 73, tysk målare.
- 26 april – Dragotin Kette, 23, slovensk författare.

#### Maj
- 1 maj – Ludwig Büchner, 75, tysk filosof.
- 2 maj – Eduard von Simson, 88, tysk politiker.
- 12 maj – Roswell P. Flower, 63, amerikansk demokratisk politiker.
- 14 maj – Lars Fredrik Nilson, 58, svensk kemist.
- 15 maj – Elise Polko, 76, tysk författare och operasångare.
- 16 maj – Wilhelm Schwartz, 77, tysk filolog.
- 18 maj – Otto Dambach, 67, tysk jurist.
- 19 maj
  - Charles R. Buckalew, 77, amerikansk demokratisk politiker, senator 1863–1869.
  - Johanna Peterson, 91, även känd som Handelsman Johanna, Sveriges första kvinnliga handelsman.
- 20 maj – Carlotta Grisi, 79, italiensk ballerina.
- 24 maj – William Brett, 1:e viscount Esher, 83, brittisk jurist.
- 25 maj
  - Rosa Bonheur, 77, fransk målare och skulptör.
  - Emilio Castelar, 66, spansk politiker.
  - Mór Perczel, 87, ungersk militär.
  - Harrison Reed, 85, amerikansk republikansk politiker, guvernör i Florida 1868–1873.
- 29 maj
  - Frederick W.M. Holliday, 71, amerikansk demokratisk politiker, guvernör i Virginia 1878–1882.
  - Emerich Robert, 52, österrikisk skådespelare.
- 31 maj
  - Lorenz Clasen, 86, tysk målare.
  - Christian Zeller, 76, tysk matematiker.

#### Juni
- 2 juni – William Haselden Ellerbe, 37, amerikansk demokratisk politiker, guvernör i South Carolina sedan 1897.
- 3 juni – Johann Strauss den yngre, 73, österrikisk kompositör, dirigent och violinist.
- 10 juni
  - Ernest Chausson, 44, fransk kompositör.
  - Hermann Willebrand, 83, tysk arkitekt.
- 13 juni
  - Wilhelm Endemann, 74, tysk jurist och politiker.
  - Peter Ludwig Hertel, 82, tysk kompositör och dirigent.
  - Lawson Tait, 54, brittisk gynekolog.
- 16 juni – Benjamin F. Harding, 76, amerikansk demokratisk politiker, senator 1862–1865.
- 24 juni – Albert Socin, 54, schweizisk orientalist.
- 26 juni – Benjamin Newton, 91, brittisk religiös ledare.

### Tredje kvartalet

#### Juli
- 1 juli – William Henry Flower, 67, brittisk zoolog och läkare.
- 5 juli – Richard Congreve, 80, brittisk filosof.
- 16 juli – Margaretta Riley, 95, brittisk botaniker.
- 18 juli – Horatio Alger, 67, amerikansk författare.
- 20 juli – Charlotte de Rothschild, 74, fransk målare.
- 21 juli – Robert G. Ingersoll, 65, amerikansk jurist och författare.
- 22 juli – Siegfried Saloman, 82, dansk violinist och kompositör.
- 26 juli – Ulises Heureaux, 53, dominikansk politiker, Dominikanska republikens president 1882–1884, 1887–1889 och sedan april 1889, mördad.
- 27 juli – Tassilo von Heydebrand und der Lasa, 80, tysk diplomat och schackförfattare.
- 31 juli – Daniel Garrison Brinton, 62, amerikansk etnolog och arkeolog.

#### Augusti

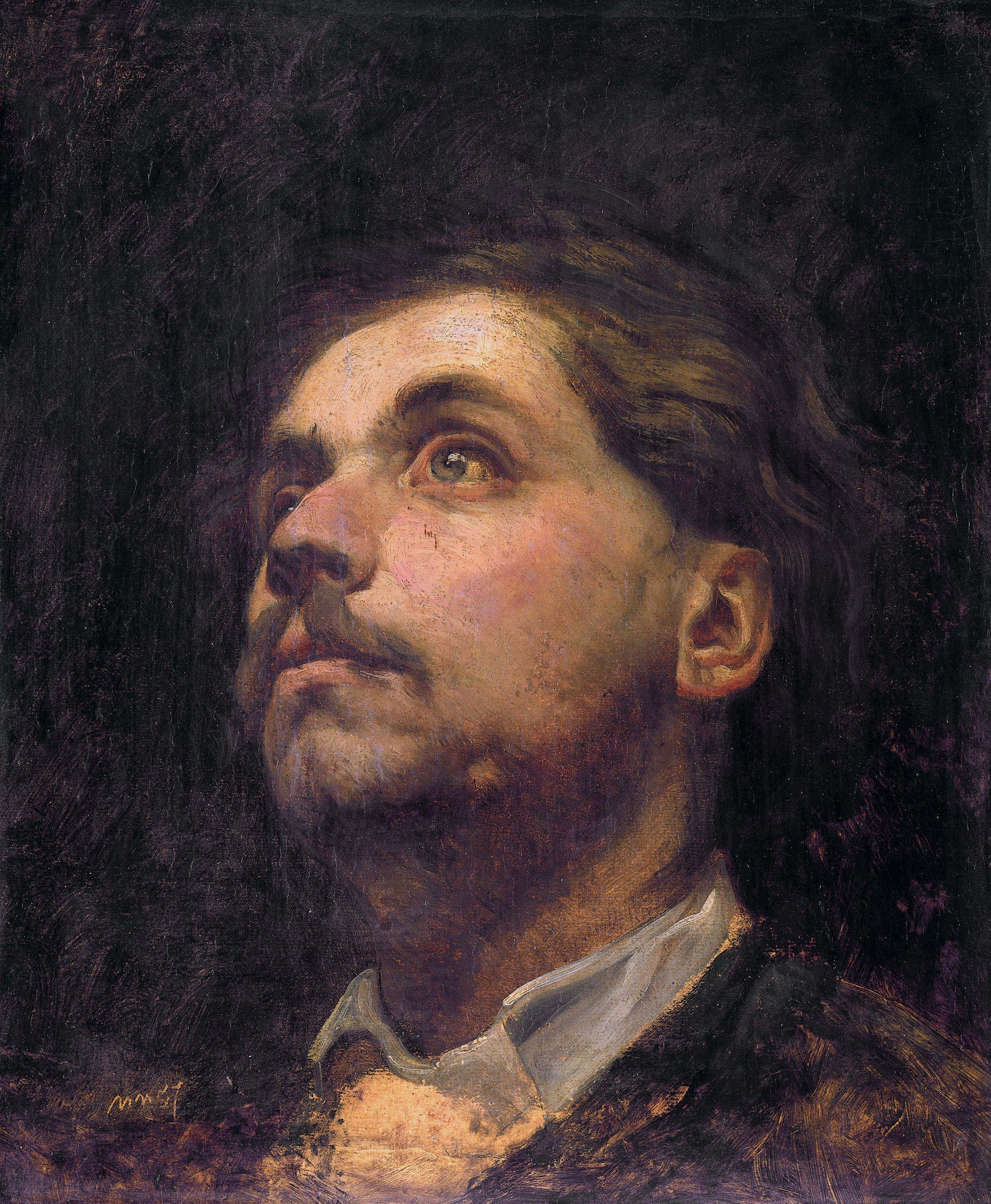
Den nederländske målaren Jacob Maris avled den 7 augusti, 61 år gammal.

- Den nederländske målaren Jacob Maris avled den 7 augusti, 61 år gammal.7 augusti – Jacob Maris, 61, nederländsk målare.
- 8 augusti – William Yates Atkinson, 44, amerikansk demokratisk politiker, guvernör i Georgia 1894–1898.
- 9 augusti
  - Edward Frankland, 74, brittisk kemist.
  - Clara Oenicke, 81, tysk målare.
- 13 augusti – Carl Heinrich Weizsäcker, 76, tysk teolog.
- 16 augusti – Robert Wilhelm Bunsen, 88, tysk kemist.
- 17 augusti
  - Erik Bøgh, 77, dansk författare.
  - William Simpson, 75, brittisk konstnär och krigskorrespondent.
- 19 augusti – Oluf Rygh, 65, norsk arkeolog och historiker.
- 25 augusti – Lucien Quélet, 67, fransk naturhistoriker.
- 27 augusti – Wendela Hebbe, 90, svensk författare och journalist.
- 31 augusti – Samuel Merrill, 77, amerikansk republikansk politiker, guvernör i Iowa 1868–1872.

#### September
- 2 september – Ernest Renshaw, 36, brittisk tennisspelare.
- 3 september – Karl von Jan, 63, tysk musikhistoriker.
- 4 september
  - Jean Ernoul, 70, fransk politiker.
  - Jovan Ristić, 68, serbisk politiker.
- 6 september – Friedrich Martersteig, 85, tysk målare.
- 7 september – Karolina Světlá, 69, tjeckisk författare.
- 8 september – Wilhelm Amberg, 77, tysk målare.
- 9 september – James B. Eustis, 65, amerikansk politiker, senator 1876–1879 och 1885–1891.
- 13 september – Johan Knutson, 82, finländsk målare.
- 20 september – Carl Gustaf Thomson, 74, svensk entomolog.
- 25 september
  - Francisque Bouillier, 86, fransk filosof.
  - Ragnar Hult, 42, finländsk geograf.
- 27 september – Henry Heth, 73, amerikansk militär.
- 29 september – Giovanni Segantini, 41, italiensk målare.

### Fjärde kvartalet

#### Oktober
- 2 oktober – Percy Pilcher, 33, brittisk ingenjör.
- 5 oktober – James Harlan, 79, amerikansk politiker, senator 1855–1865 och 1867–1873.
- 12 oktober – Oskar Baumann, 35, österrikisk forskningsresande.
- 13 oktober – Aristide Cavaillé-Coll, 88, fransk orgelbyggare.
- 15 oktober – W.W. Thayer, 72, amerikansk demokratisk politiker, guvernör i Oregon 1878–1882.
- 19 oktober – Francis Guthrie, 68, brittisk botaniker.
- 22 oktober – Ernst Mielck, 21, finländsk kompositör.
- 25 oktober – Grant Allen, 51, brittisk författare.
- 28 oktober – Franziska von Kapff-Essenther, 50, österrikisk författare.
- 30 oktober – Paul Knuth, 44, tysk botaniker.

#### November
- 1 november – Alvin Saunders, 82, amerikansk republikansk politiker, senator 1877–1883
- 10 november – Henri Coudreau, 39, fransk geograf.
- 16 november – Vincas Kudirka, 40, litauisk poet.
- 18 november – Hans Peter Hansen, 69, dansk xylograf.
- 19 november – John William Dawson, 79, kanadensisk geolog och paleontolog.
- 21 november – Garret Hobart, 55, amerikansk republikansk politiker, USA:s vicepresident sedan 1897.
- 23 november – Thomas Henry Ismay, 62, brittisk redare.
- 25 november – Robert Lowry, 73, amerikansk psalmförfattare och koralkompositör.
- 26 november – Thomas Tipton, 82, amerikansk politiker, senator 1867–1875.
- 27 november
  - Constant Fornerod, 80, schweizisk politiker.
  - Guido Gezelle, 69, belgisk författare och präst.
- 28 november – Virginia di Castiglione, 62, italiensk agent, känd för sitt förhållande med Napoleon III och sin roll i fotografins historia.

#### December
- 7 december – Antoni Kątski, 82, polsk pianist.
- 11 december
  - Philipp Paulitschke, 45, österrikisk geograf.
  - Carl Oskar Troilius, 86, svensk generaldirektör och riksdagsman.
- 15 december – Numa Droz, 55, schweizisk politiker.
- 16 december – Carl Aurivillius, 45, svensk zoolog.
- 17 december – Gerald Graham, 68, brittisk militär.
- 21 december – Charles Lamoureux, 65, fransk dirigent.
- 22 december – Hugh Grosvenor, 1:e hertig av Westminster, 74, brittisk politiker.
- 28 december
  - Jamgon Kongtrul, 86, tibetansk buddhistisk munk.
  - Carl Rammelsberg, 86, tysk kemist och mineralog.
- 30 december
  - Axel Danielsson, 36, svensk socialdemokratisk politiker och journalist.[10]
  - James Paget, 85, brittisk kirurg.
- 31 december
  - Carl Millöcker, 57, österrikisk kompositör och dirigent.
  - Albert Mooren, 71, tysk oftalmolog.

### Fotnoter
1. ↑  ”World Statesmen”. http://www.worldstatesmen.org/Trinidad.html.
2. 1 2 3  ”USA:s militära insatser i utlandet 1798-2004”. Arkiverad från originalet den 9 december 2013. https://web.archive.org/web/20131209174005/http://www.history.navy.mil/library/online/forces.htm. Läst 30 januari 2011.
3. ↑  Historynet - The Wilcox Train Robbery
4. ↑  ”Inventors: Paperclip”. Arkiverad från originalet den 12 november 2022. https://web.archive.org/web/20221112123416/https://www.thoughtco.com/history-of-the-paper-clip-4072863.
5. ↑  Sverige 1900-talet – KF en folkrörelse med ideal, NE, Bra Böcker, 2000
6. ↑  ”R.M.S. Oceanic (II)”. Jeff Newman. Arkiverad från originalet den 19 september 2009. https://web.archive.org/web/20090919061706/http://www.greatships.net/oceanic2.html. Läst 18 januari 2010.
7. ↑  ”FOA – 1899”. http://www.foa.dk/Forbund/Om-FOA/FOAs-historie/1890erne/Koebenhavns%20Tjenestepigeforening%20stiftes.
8. ↑  75 år Sverige, Carl-Adam Nycop, Bokförlaget Bra böcker, 1976, sidan 9 – Natten vid sekelskiftet
9. ↑  75 år Sverige, Carl-Adam Nycop, Bokförlaget Bra böcker, 1976, sidan 11 – Stockholm fick "kunglig" taxibil
10. ↑  75 år Sverige, Carl-Adam Nycop, Bokförlaget Bra böcker, 1976, sidan 11 – Kata agiterar